# 桑布科
桑布科（義大利語：Sambuco），是意大利库内奥省的一个市镇。总面积47.47平方公里，人口94人，人口密度2.0人/平方公里（2009年）。ISTAT代码为004204。